# Lengua autóctona
Se denomina lengua autóctona de un territorio a una lengua hablada en un territorio que se formó o evolucionó en dicho territorio, a lo largo de siglos y, por tanto, es una lengua histórica cuyas características distintivas se desarrollaron en dicho territorio. Así por ejemplo, las lenguas romances de Europa se consideran lenguas autóctonas en sus respectivos dominios lingüísticos ya que si bien su origen histórico es latín, que fue una lengua alóctona, el desarrollo de las características romances se dio en el propio territorio donde históricamente se han hablado.
El término lengua autóctona se opone al de lengua alóctona, donde esta última se refiere a una lengua hablada en un cierto territorio pero cuya presencia en el mismo es reciente. Además las lenguas alóctonas de un territorio no presentan características específicas en dicho territorio sino que son esencialmente idénticas a la lengua de la que proceden. Eso permite es importante, porque según esa distinción el inglés americano actualmente es una lengua autóctona de América del Norte, ya que ha desarrollado algunas pocas características que lo diferencial del inglés británico. Igualmente el hindi de Fiyi es ahora algo diferente del hindi de la India.